# Col·lectivitat Territorial de Còrsega

Col·lectivitat Territorial de Còrsega

Còrsega constitueix la Col·lectivitat Territorial de Còrsega (cors, Cullittività Tarrituriale di Corsica, CTC), estatut particular instituït en virtut de la llei de 13 de maig de 1991. Aquesta llei ha instituït un nou estatut de Col·lectivitat territorial de la República francesa, qui li confereix més poder que l'antic estatut de regió.
La Col·lectivitat territorial de Còrsega comprèn tres institucions :
- el Consell executiu de Còrsega, que exerceix les funcions executives, que a les altres regions deté el president del Consell regional. És un veritabl govern regional i assegura l'estabilitat i la coherència necessària a la gestió dels afers interns de la CTC
- l'Assemblea de Còrsega, òrgan deliberant, dotat de més competències que les d'altres assemblees regionals de dret comú ;
- un òrgan consultiu, el Consell econòmic, social i cultural de Còrsega.

## Competències
- Desenvolupament econòmic
- Fiscalitat
- Energia hidràulica
- Medi ambient
- Habitat
- Educació i formació
- Llengua corsa
- Transports
- Agricultura i boscos
- Cultura i Patrimoni
- Turisme
- Esport i joventut

## Organització
La Col·lectivitat territorial de Còrsega disposa de sis organismes públics encarregats de posar en marxa la política dels sectors on té competència:
- l'Agència de Desenvolupament Econòmic de Còrsega (ADEC)
- l'Oficina de Desenvolupament de Còrsega (OEC)
- l'Oficina de Transports de Còrsega (OTC)
- l'Agència de Turisme de Còrsega (ATC)
- l'Oficina de Desenvolupament Agrícola i Rural de Còrsega (ODARC)
- l'Oficina d'Equipament Hidràulic de Còrsega (OEHC).

## Presidents del Consell executiu de Còrsega
- des de 2004 : Ange Santini
- 1992-2004 : Jean Baggioni

## Presidents de l'Assemblea de Còrsega
- des de 2004: Camille de Rocca Serra
- 1998-2004 : José Rossi
- 1984-1998 : Jean-Paul de Rocca-Serra
- 1982-1984 : Prosper Alfonsi
- 1979-1982 : Jean Filippi
- 1974-1979 : François Giacobbi

## Història de la Institució
- 1960 : després de l'entrada en funcionament de les 21 circumscripcions d'acció regional, Còrsega és integrada en la regió Provença-Alps-Costa Blava.

- 1972 : Còrsega esdevé establiment públic regional. El consell regional comprèn els consellers generals, els parlamentaris, els representants de les ciutats grans. El Prefet de la Regió prepara i executa les seves decisions.

- 1975 : Còrsega és desagregada de Provença-Alps-Costa Blava i esdevé la 22a regió métropolitana. És composta de dos departament, Alta Còrsega i Còrsega del Sud.

- 1982 : de dret comú a l'estatut particular
  - 2 de març de 1982 : Còrsega esdevé una col·lectivitat territorial de ple exercisi, quatre anys abans de les altres regions, amb una organització, competències i recursos específics. L'Assemblea de Còrsega és escollida per sufragi universal, en representació proporcional i circumscripció única.

- 1991 : naixement d'una col·lectivitat territorial específica
  - La Regió de Còrsega esdevé col·lectivitat territorial de Còrsega.
  - El 13 de maig de 1991 és promulgada la llei que regula l'estatut de la CTC. Entrarà en vigor el 1992. Còrsega esdevé tota una col·lectivitat territorial de la República. La seva organització territorial és única.
  - L'Assemblea de Còrsega, òrgan deliberant, rep competències al voltant dels dos pilars de l'estatut: el desenvolupament econòmic, social i cultural, i la preservació de la identitat i del medi ambient.
  - La funció executiva és encarregada al Consell executiu de Còrsega, veritable govern regional a fi d'assegurar la coherència i estabilitat necessària per a la gestió. També es crea un nou organisme consultiu, el Consell Econòmic, Social i Cultural.
- 2001 : dels poders reforçats
  - La llei del 22 de gener de 2001 reforça els poders de la CTC.
  - El 2002, amb el procés de Matignon, les responsabilitats de la col·lectivitat evolucionen dins el sentit d'un poder de decisió més que no pas de simple gestió. Les polítiques regionals es beneficiaran d'un quadre de competències més coherents, de poders lligats a l'adaptació de normes reglamentàries i els recursos pressupostaris són reforçats. Paral·lelament, es fa un esforç excepcional d'inversions públiques per tal d'absorbir en 15 anys el dèficit secular que pateix Còrsega en matèria d'infraestructures col·lectives. També gaudirà d'un estatut fiscal destinat a estimular la inversió privada. La tercera mesura, que preveia simplificar la Llei de Col·lectivitats locals fusionant la CTC i els dos consells generals, fou sotmesa a referèndum local el 6 de juliol de 2003 (primera consulta d'aquesta mena a França, permesa en virtud de l'article 72-1[1] de la Constitució).